# Carlos PenaVega

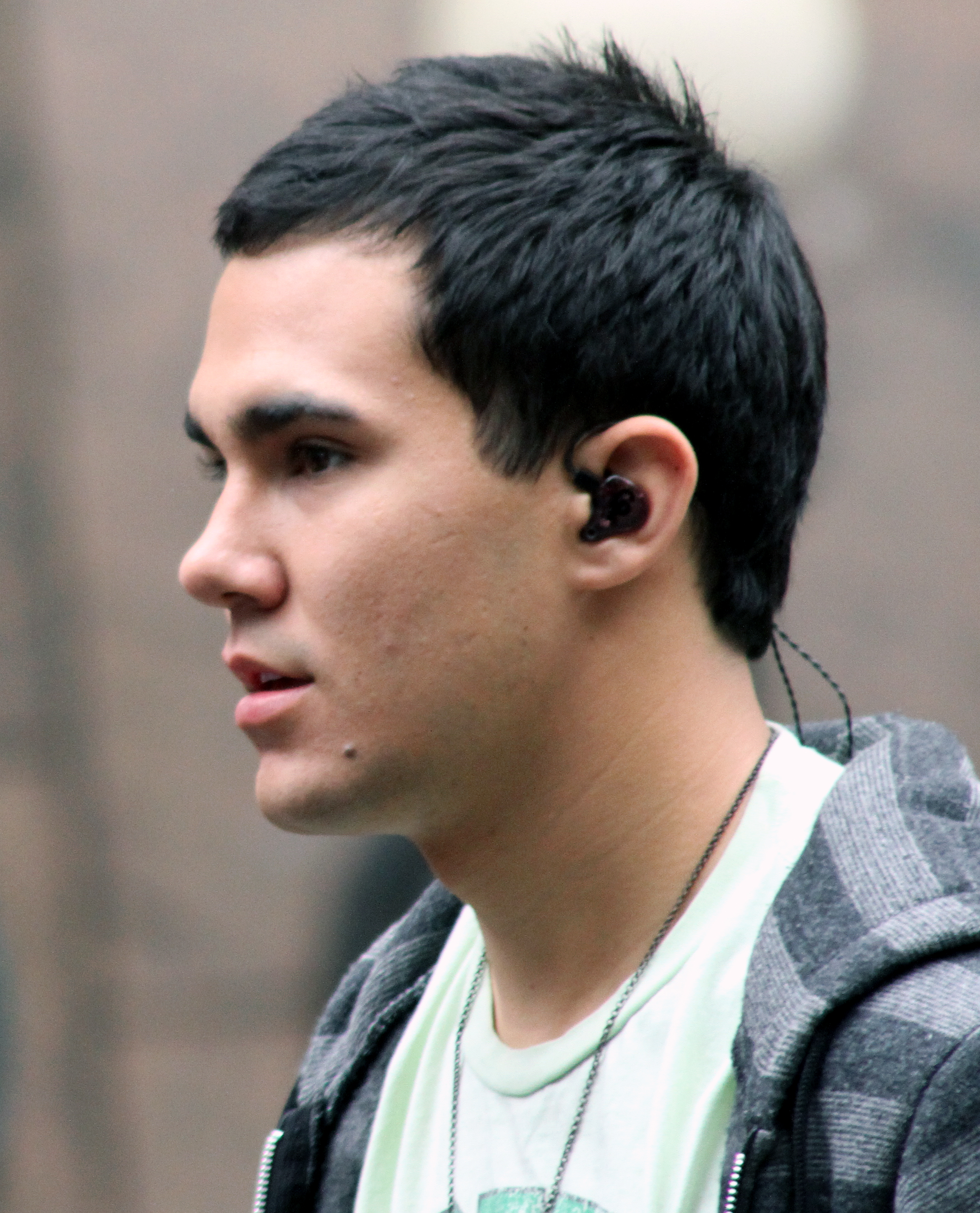
Carlos PenaVega 2010.

Carlos Roberto PenaVega, ursprungligen Carlos Roberto Pena, Jr., född 15 augusti 1989 i Columbia i Missouri, är en amerikansk skådespelare, sångare och dansare. Han har bland annat spelat Carlos Garcia i Big Time Rush. 
2014 gifte han sig med skådespelaren Alexa Vega. 2016 fick paret sitt första barn. 2019 fick paret sitt andra barn och 2021 fick paret sitt tredje barn.

## Filmografi i urval
- 2009–2013 – Big Time Rush (TV-serie) (75 avsnitt)
- 2011 – Little Birds
- 2015 – Spare Parts
- 2015 – Pixies (röst)
- 2016–2017 – The Loud House (TV-serie) (röst, 16 avsnitt)